# Jassem Gaber
Jassem Gaber (właśc. Jassem Gaber Abdulsallam; ur. 20 lutego 2002 w Dosze) – katarski piłkarz, występujący na pozycji obrońcy w katarskim klubie Al-Arabi SC oraz w reprezentacji Kataru. Uczestnik Mistrzostw Świata 2022 (na których nie zagrał ani minuty), Złotego Pucharu CONCACAF 2023 oraz Pucharu Azji 2023.

## Statystyki

### Klubowe
Na podstawie:
| Klub        | Sezonów | Liga               | Liga  | Liga   | Puchar krajowy | Puchar krajowy | Kontynentalne | Kontynentalne | Suma  | Suma   |
| Klub        | Sezonów | Liga               | Mecze | Bramki | Mecze          | Bramki         | Mecze         | Bramki        | Mecze | Bramki |
| ----------- | ------- | ------------------ | ----- | ------ | -------------- | -------------- | ------------- | ------------- | ----- | ------ |
| Al-Arabi SC | 5       | Qatar Stars League | 60    | 2      | 12             | 0              | 1             | 0             | 73    | 2      |
|             | Łącznie | Łącznie            | 60    | 2      | 12             | 0              | 1             | 0             | 73    | 2      |

### Reprezentacyjne
Na podstawie:
| Występy w reprezentacji | Występy w reprezentacji | Występy w reprezentacji | Występy w reprezentacji      | Występy w reprezentacji | Występy w reprezentacji | Występy w reprezentacji | Występy w reprezentacji | Występy w reprezentacji     |
| Lp.                     | Data                    | Miasto                  | Przeciwnik                   | Wynik                   | Czas                    | Gole                    | Inne                    | Rozgrywki                   |
| ----------------------- | ----------------------- | ----------------------- | ---------------------------- | ----------------------- | ----------------------- | ----------------------- | ----------------------- | --------------------------- |
| 1.                      | 07.01.2023              | Basra                   | Kuwejt                       | 2:0 (2:0)               | 1'–90'                  |                         |                         | Puchar Zatoki Perskiej 2023 |
| 2.                      | 10.01.2023              | Basra                   | Bahrajn                      | 1:2 (1:0)               | 1'–90'                  |                         |                         | Puchar Zatoki Perskiej 2023 |
| 3.                      | 13.01.2023              | Basra                   | Zjednoczone Emiraty Arabskie | 1:1 (0:0)               | 1'–90'                  |                         |                         | Puchar Zatoki Perskiej 2023 |
| 4.                      | 16.01.2023              | Basra                   | Irak                         | 1:2 (1:2)               | 1'–90'                  |                         |                         | Puchar Zatoki Perskiej 2023 |
| 5.                      | 15.06.2023              | Kingston                | Jamajka                      | 2:1 (2:0)               | 70'–90'                 |                         |                         | mecz towarzyski             |
| 6.                      | 26.06.2023              | Houston                 | Haiti                        | 1:2 (1:1)               | 1'–58'                  |                         |                         | Złoty Puchar CONCACAF 2023  |
| 7.                      | 30.06.2023              | Glendale                | Honduras                     | 1:1 (1:0)               | 79'–90'                 |                         |                         | Złoty Puchar CONCACAF 2023  |
| 8.                      | 09.07.2023              | Arlington               | Panama                       | 0:4 (0:1)               | 66'–90'                 |                         |                         | Złoty Puchar CONCACAF 2023  |
| 9.                      | 13.10.2023              | Bagdad                  | Irak                         | 0:0 (k.6:5)             | 46'–90'                 |                         |                         | mecz towarzyski             |
| 10.                     | 17.10.2023              | Amman                   | Iran                         | 0:4 (0:0)               | 80'–90'                 |                         |                         | mecz towarzyski             |
| 11.                     | 16.11.2023              | Doha                    | Afganistan                   | 8:1 (6:1)               | 79'–90'                 |                         |                         | Eliminacje MŚ 2026          |
| 12.                     | 21.11.2023              | Bhubaneswar             | Indie                        | 3:0 (1:0)               | 70'–90'                 |                         |                         | Eliminacje MŚ 2026          |

## Sukcesy
Na podstawie:

### Klubowe
- Puchar Kataru 2022/23